# توری وبستر
توری وبستر (انگلیسی: Torri Webster؛ زادهٔ ۱۲ اوت ۱۹۹۶) یک هنرپیشه اهل ایالات متحده آمریکا است. وی از سال ۲۰۱۰ میلادی تاکنون مشغول فعالیت بوده‌است.